# Stegastes redemptus
Stegastes redemptus är en fiskart som först beskrevs av Heller och Snodgrass, 1903.  Stegastes redemptus ingår i släktet Stegastes och familjen Pomacentridae. IUCN kategoriserar arten globalt som sårbar. Inga underarter finns listade i Catalogue of Life.